# سبيريليت
سبيريليت هو معدن من معادن الزرنيخيد للبلاتين يكون التركيب الكيميائي لوحدته البلورية على الشكل PtAs2.
يوجد المعدن على شكل بلورات كتلية جيدة التشكيل ذات لون أبيض قصديري.
كان الجيولوجي الأمريكي هوريس ويلز Horace L. Wells أول من وصف هذا المعدن سنة 1889، وأطلق عليه هذا الاسم نسبةً إلى مكتشفه فرانسيس لويس سبيري Francis Louis Sperry ‏ (1861–1906) الذي عثر عليه أول مرة في منطقة بالقرب من غريتر سودبوري في ولاية أونتاريو الكندية.